# Interbrigadas
Las Interbrigadas (en ruso: Интербригады) es un movimiento voluntario organizado por el partido político nacional-bolchevique no registrado La Otra Rusia que participa en la guerra del Dombás del lado de las fuerzas separatistas de las autoproclamadas repúblicas populares de Donetsk y Lugansk.

## Historia
El movimiento Interbrigadas, según sus miembros, se formó en mayo de 2014. Según Zajar Prilepin, miembro de La Otra Rusia, en enero de 2015 el movimiento había transportado a más de 2.000 combatientes al Donbás. Según las fuentes publicadas del grupo rebelde, participaron en las batallas de Sloviansk y Kramatorsk, y también se dedicaron a la protección del líder de "La Otra Rusia" Eduard Limónov durante su visita a la RP de Lugansk. Además, según los activistas de las "Interbrigades" y "La Otra Rusia", el movimiento se dedica a la entrega de ayuda humanitaria. En el conflicto en torno al asesinato de Alexander Bednov, las Interbrigadas se pusieron del lado del liderazgo de la LPR, Ígor Plotnitski.
Un miembro destacado es el nazbol letón de ascendencia ruso-ugandés Beness Ayo, apodado "Lenin negro".